# Miguel Mínguez
Miguel Mínguez Ayala (Bilbao, Vizcaya, 30 de agosto de 1988) es un ciclista español.

## Biografía

### Ciclismo juvenil
Mínguez corrió durante su etapa juvenil (también llamada júnior) en el equipo Electrodomésticos Lubeko-Ugeraga. Para entonces Mínguez ya había destacado en la categoría de cadetes, también en las filas de la Sociedad Deportiva Ugeraga.
En 2006, en su último año en dicha categoría, se proclamó en julio ganador de la Bizkaiko Itzulia juvenil (Vuelta a Vizcaya juvenil), una de las vueltas por etapas más importantes en esa categoría, organizada por la S. C. Balmaseadana. Tras ceder en la primera etapa 1'45" respecto al primer líder de la general, en la dura segunda jornada logró ganar la etapa y recuperar un minuto en la general gracias a sus dotes de escalador. Posteriormente, en la tercera etapa dividida en dos sectores (sector matinal de ruta y contrarreloj por la tarde), logró recuperar otros 22" en la crono. En la cuarta y definitiva etapa, en la que se subió en dos ocasiones a Avellaneda y Bezi, el equipo Ugeraga realizó un trabajo de equipo para que Mínguez ganara la general: así, tras sacrificar primero a Jurgen Labato (cuarto hasta entonces), Iker Mejuto e Igor Moratalla se escaparon para posteriormente unirse a ellos Mínguez y, entre los tres, lograron una renta de casi dos minutos sobre el grupo de favoritos, ganando así Mínguez la general y la regularidad.
Poco después, en septiembre, ganó la general de la Vuelta a La Rioja juvenil, confirmando los pronósticos que le señalaban como favorito al triunfo final.

### Ciclismo aficionado
En 2007 pasó al campo aficionado en el equipo amateur de la S. D. Ugeraga, denominado Suminan-Koplad por los patrocinadores. El equipo era convenido de la Fundación Euskadi (responsable del equipo profesional ProTour Euskaltel-Euskadi), por la que ya había fichado Mínguez tras su prometedor paso por juveniles.

### Ciclismo profesional

#### Formación en el Orbea
Debutó como profesional en 2008 en el equipo Orbea, un equipo de categoría Continental integrado en la Fundación Euskadi y dirigido por Álvaro González de Galdeano, en el que continuó en 2009. 
El 8 de octubre la Fundación Euskadi anunció que en 2010 subiría al Euskaltel-Euskadi, de categoría ProTour, al igual que Romain Sicard (ganador del Tour del Porvenir y campeón del Mundo sub-23 en ruta), Jonathan Castroviejo y Daniel Sesma. El debut en el conjunto naranja de Mínguez, considerado una de las mayores promesas de la cantera ciclista vasco-navarra y el más joven de los cuatro, se producirá con sólo 21 años.

#### Euskaltel-Euskadi

##### 2010: debut en la élite
Tras su paso por el Orbea en los años 2008 y 2009, ascendió a las filas del Euskaltel Euskadi en el año 2010. En esta primera temporada en el equipo naranja, su papel fundamental fue el de gregario, ayudando a sus compañeros y equipo en todo lo posible.
Empezó la temporada en Australia (Tour Down Under, 117 clasificado). Entre las carreras más destacadas del año, corrió: Vuelta Asturias (53.er), Vuelta a Castilla y León (66.º), Volta a Cataluña (82.º), Tour de Luxemburgo (82.º) y Tour de Polonia (95.º).

##### 2011
Al igual que en la temporada 2010, Miguel Minguez daba inicio a la temporada en el Tour Down Under.
Y en la primera etapa conseguía filtrarse en la escapada siendo cazado junto a sus compañeros a escasos 7 km. Al final de la etapa se colocaba el 7.º en la general.
En las siguientes etapas también se movió buscando la fuga y se le vio en cabeza de pelotón trabajando para los intereses del equipo, destacando su trabajo en las dos ascensiones a Willunga Hill seleccionando el gran grupo y ayudando a que su compañero Gorka Izagirre se jugase la victoria, atacando en el último kilómetro y siendo sobrepasado por los sprinters en los últimos 100 metros.
Buen inicio de año, en la temporada que se espera que de otro pasito más adelante en su progresión. Finalizó en la posición 51.ª de la clasificación general.
Viaje a Mallorca para disputar la segunda del año, la Challenge de Mallorca. Tomó parte en Trofeo de Palma (109.º), Trofeo Inca (54.º), Trofeo Deia (122.º), donde realizó un gran trabajo de equipo en la neutralización de la fuga y endureciendo la etapa para que de nuevo su compañero Gorka Izagirre se jugase la victoria, en la que finalmente acabó en 2.º puesto.
La tercera del año, esta vez en suelo francés en el Tour de Haut Var (78.º). También disputó la Clásica de Almería, la cual no terminó por una caída sin mayores consecuencias.
La siguiente carrera que afronta es la Vuelta a Murcia. Es el mejor Euskaltel clasificado en la posición 23.ª de la general final, con una buena actuación en la etapa reina de esta edición y con una contrarreloj meritoria debido a que esta no es su especialidad.
Después de su meritoria actuación en Murcia, disputa la centenaria Volta a Cataluña. 
Cosecha otra meritoria actuación, siendo el escudero de su líder Igor Antón, en la etapa reina. Asciende el puerto con buenas sensaciones y queda descolgado del grupo de favoritos a 3 km. Para meta, clasificándose en 32.ª posición.
Finalmente acaba la Volta en la posición 25º de la clasificación general y nuevamente como mejor naranja a 2 minutos del ganador Alberto Contador.
En otro paso más es su carrera disputará dos de las grandes clásicas del calendario ciclista como son el Tour de Flandes (no termina al verse implicado en una caída sin consecuencias) y la París-Roubaix (llega al mítico velódromo de Roubaix, aunque fuera de control). 
También disputa G.P. Scheldeprijs (102.º) y el GP Pino Cerami (66.º)
Toma parte en la salida de la Vuelta a Castilla y León acompañando a Igor Antón y Mikel Nieve en la preparación de cara al Giro de Italia, a los que ayudara en el país transalpino.
En la tercera etapa, la más propicia a sus características ya que finalizaba en el alto de la laguna de los Peces, se iba al suelo y se producía un corte de 10 cm en el antebrazo derecho. Trasladado al hospital y necesitó de varios puntos de sutura.
Llegó mayo y con el Giro, primera grande que disputa Minguez. Un Giro cuyo perfil se ajusta a sus características de escalador, aunque al ser todavía un ciclista joven y en progresión se le puede hacer duro y largo. Llega con la intención de ayudar en todo lo posible al equipo y a su jefe de filas Igor Antón, e intentar buscar alguna escapada.
En la 5.ª etapa, entre Piombino y Orvieto, con el famoso sterrato Minguez se va al suelo y se resiente de la lesión sufrida en el antebrazo en la pasada Vuelta a Castilla y León. Con dolor y sufrimiento va pasando los días recuperándose de la caída.
Recuperando sensaciones, en la 12.ª etapa entra en fuga junto a otros tres ciclistas y han estado en cabeza durante 160 km. Siendo cazado a 10 de meta por el pelotón comandado por los equipos de los sprinters.
En la penúltima etapa, entre Verbania y el alto de Sestriere (242 km) y con el imponente Col delle Finestre. Miguel se filtra en la escapada del día, junto con otros 13 corredores y en Finestre se selecciona la fuga, con Minguez como destacado tras Kiryienka. Poco antes de coronar es pasado por los favoritos y en el descenso ayuda a Mikel Nieve a mantenerse dentro del Top-10
Finalmente termina su primera grande en la posición 135, a 4 horas y 2 minutos del ganador. Pero la experiencia ha sido buena, con dos fugas en su haber (de mucho nivel la de la jornada de la Finestre) y un trabajo importante de equipo.
Tras el parón vuelve a reaparecer en el Brixia Tour (70.º). Luego disputa el Tour de Polonia.

##### 2012
Minguez corre el Giro de Italia, donde consiguió meterse en varias fugas. Tras ser el farolillo rojo durante la mayor parte del Giro, finalmente terminó en la última posición (157º) en Milán, a casi cinco horas y media del ganador. Aun así, el joven corredor vasco se mostró orgulloso del trabajo de equipo que llevó a cabo.
En el año 2020 ha retomado los entrenamientos con idea de participar en alguna carrera de nuevo con el equipo Ciclos Sandonis por puro entretenimiento. Asimismo ha comenzado a practicar MTB y entrenándose durante todo el 2021 en esta nueva, para el, modalidad ciclista.

## Palmarés
En el año 2008 ganó la crono por equipos en la Vuelta Ciclista a Navarra con el equipo profesional de categoría Continental Orbea-Oreka.

## Resultados en Grandes Vueltas
| Carrera | Carrera         | 2008 | 2009 | 2010 | 2011  | 2012  | 2013  | 2014 |
| ------- | --------------- | ---- | ---- | ---- | ----- | ----- | ----- | ---- |
|         | Giro de Italia  | —    | —    | —    | 135.º | 157.º | 166.º | —    |
|         | Tour de Francia | —    | —    | —    | —     | —     | —     | —    |
|         | Vuelta a España | —    | —    | —    | —     | —     | —     | —    |

—: no participa
Ab.: abandono

## Equipos
- Orbea (2008-2009)
- Euskaltel-Euskadi (2010-2012)
- Euskaltel Euskadi (2013)
- Euskadi (2014)